# Peyrieraselus
Peyrieraselus is een geslacht van kevers uit de familie van de loopkevers (Carabidae). De wetenschappelijke naam van het geslacht is voor het eerst geldig gepubliceerd in 1981 door Deuve.

## Soorten
Het geslacht Peyrieraselus is monotypisch en omvat slechts de volgende soort:
- Peyrieraselus relictus Deuve, 1981